# Шенборн (Рейн-Лан)
Шенборн (нім. Schönborn) — громада в Німеччині, розташована в землі Рейнланд-Пфальц. Входить до складу району Рейн-Лан. Складова частина об'єднання громад Катценельнбоген.
Площа — 11,71 км2. Населення становить 722 ос. (станом на 31 грудня 2020).

## Галерея

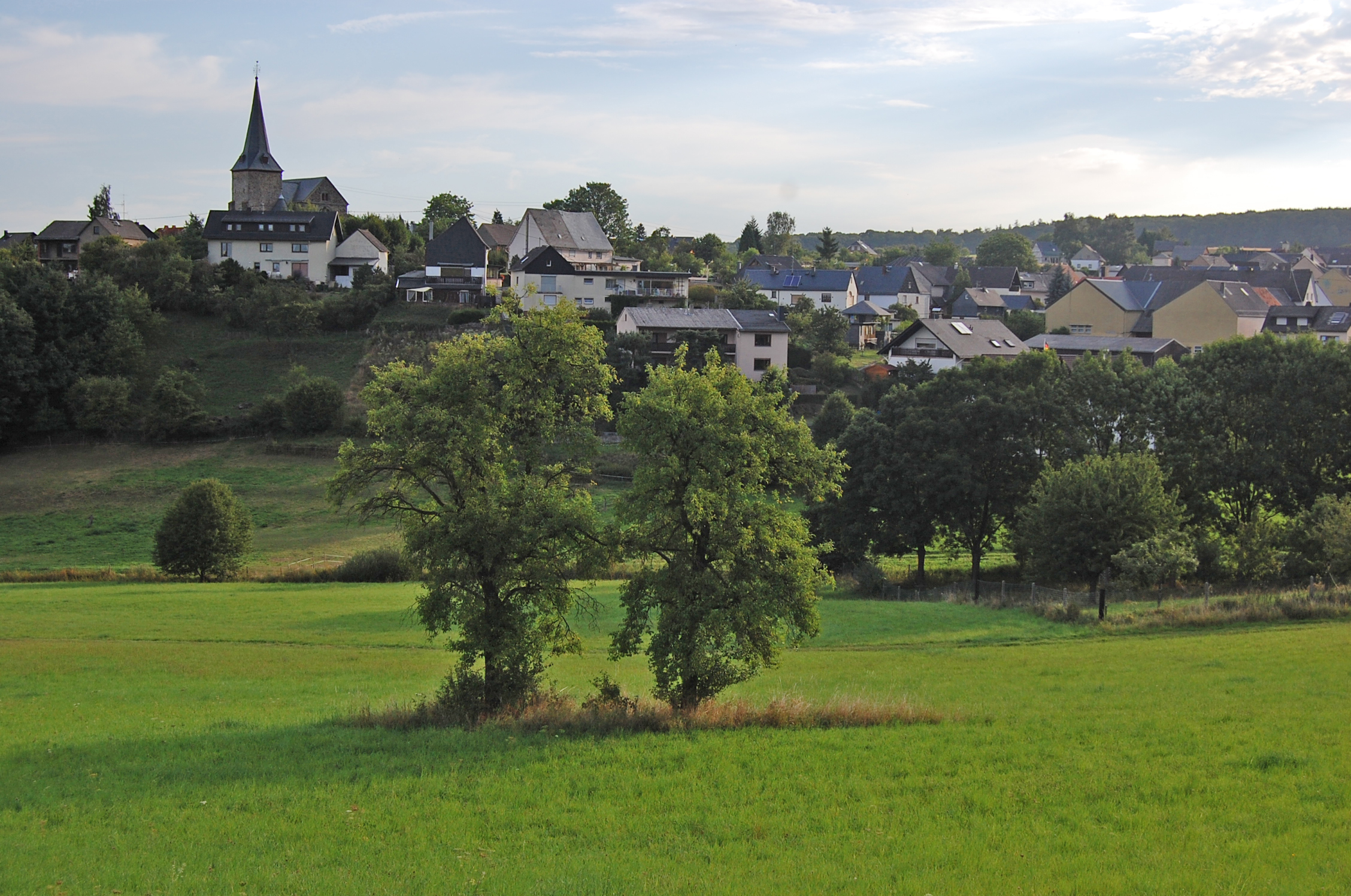
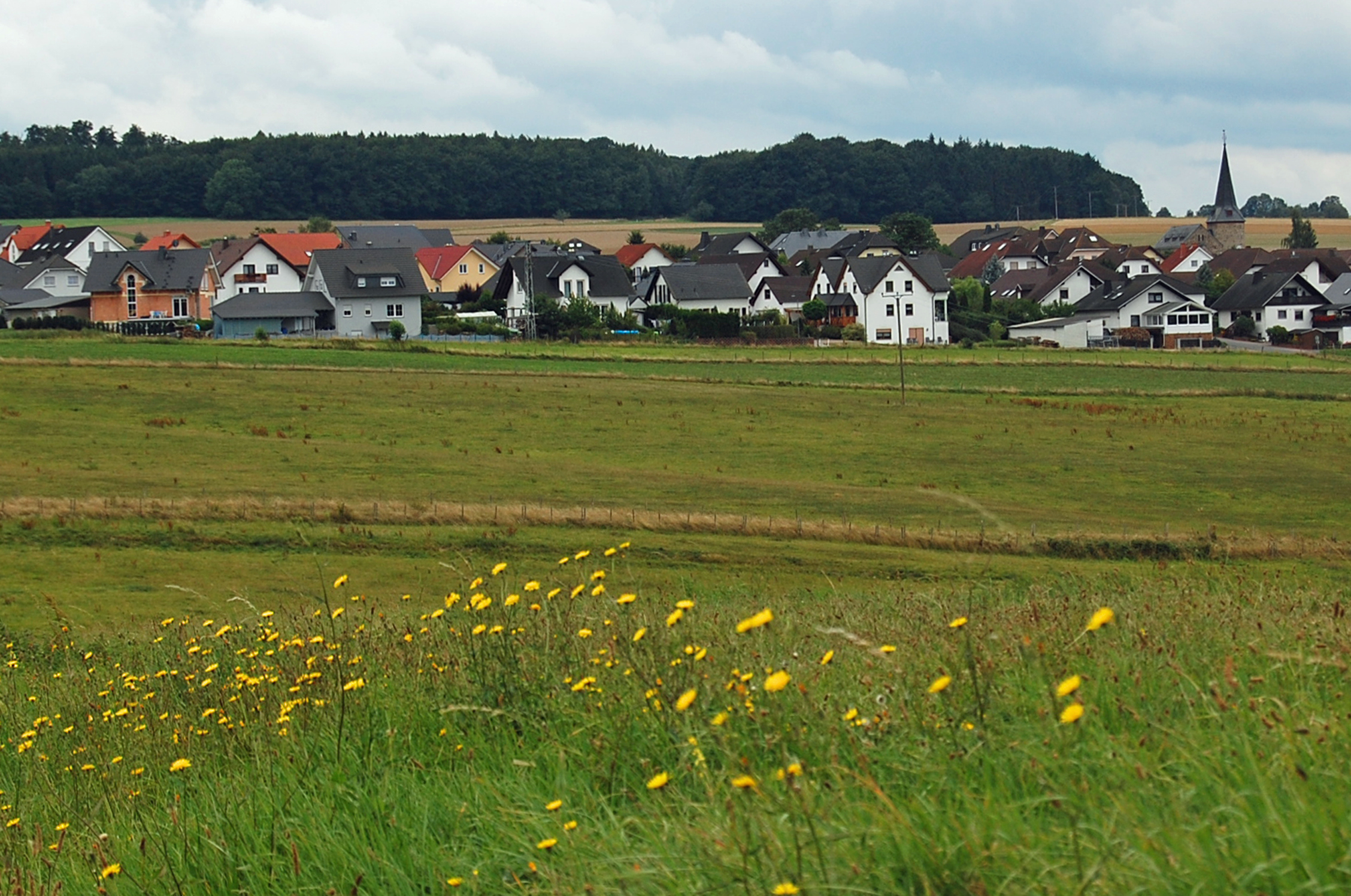
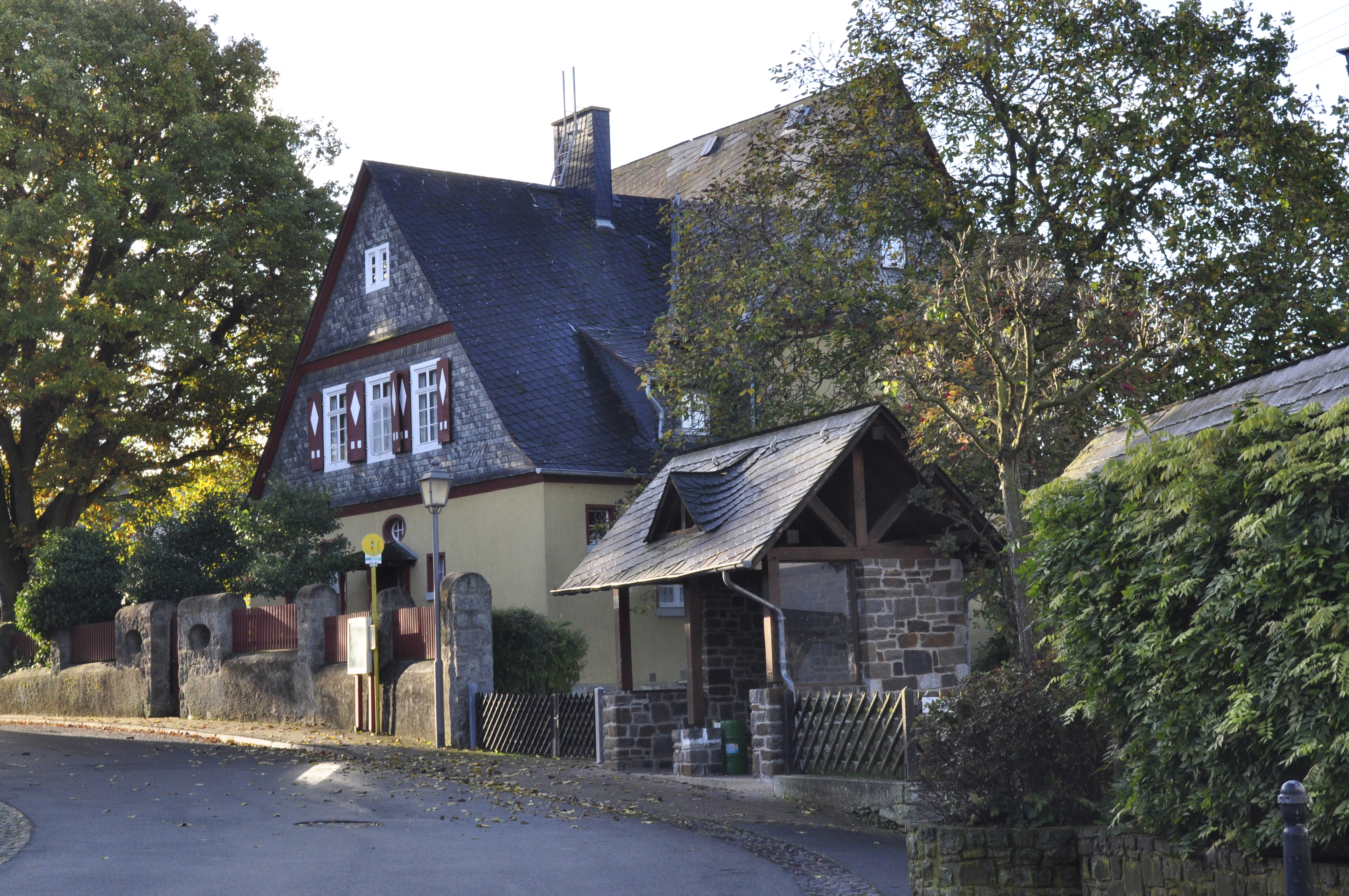